# 신산초등학교 삼달분교
신산초등학교 삼달분교는 제주특별자치도 서귀포시 성산읍에 있었던 공립 초등학교이다.

## 연혁
- 1964. 08. 20. 신산국민학교 삼달분교장 인가
- 1964. 09. 01. 신산국민학교 삼달분교장 설립인가 개교(2학급)
- 1967. 03. 01. 삼달국민학교 인가
- 1967. 04. 07. 삼달국민학교 개교
- 1970. 02. 17. 제1회 졸업생 배출
- 1988. 08. 17. 4개 교실 개축
- 1994. 03. 01. 5학급 인가
- 1996. 03. 01. 신산초등학교 삼달분교장으로 개편
- 1997. 03. 01. 2학급 인가
- 1998. 03. 01. 신산초등학교로 통합